# 米兰产权交易所
米兰产权交易所是中華人民共和國設置在欧洲的第一个产权交易机构，让欧洲企业有机会直接参与到中国国资改革的商机；中国的产权市场为中国国资改革提供了一个公开公平的平台。

## 背景
在2003年国务院国资委成立以后，国有企业的改革进一步提速；大量的国有资产通过产权市场实现了流转，而外国公司也可以通过产权市场参与到国资改制中产生的大量机会。北京产权交易所是产权市场国资交易额最大的产权交易机构，在2008年总共完成了4151宗交易，总额超过100亿欧元。2007年起，米兰产权交易所作为北京产权交易所在意大利的唯一合作方，为意大利的企业直接参与中国国资改革提供了便利，并且在中国-意大利的企业并购市场提供了相应的顾问服务。同时，在中国走出去战略政策支持下，米兰产权交易所同时为中国公司的海外战略提供相关的顾问咨询服务。米兰产权交易所由意大利Carone & Partners律师事务所倡议成立，该律师事务所与中国国浩律师事务所是战略合作者。

## 管理
董事会
Franco Debenedetti(法兰克-蒂本內第) - 董事长
意大利著名的经济学家和企业家，现在同时兼任意大利多个上市公司董事以及Rodolfo Debenedetti基金的董事，并于1996-2005年担任意大利国会议员。

Marco Carone (马克-卡罗尼) – 董事总经理
律师，注册会计师，卡罗尼先生是卡罗尼律师事务所（Carone & Partners）的创始合伙人，现在在博科尼大学任公司治理以及商法的兼职教授，欧洲公司治理协会理事。他本科毕业于博科尼大学商业管理专业，并获得了莫德纳大学法学学士，以及伦敦政治经济学院的法律与会计硕士。

顾问委员会
Alessandro De Nicola(亚历山大-德尼科拉)– 会长
德尼科拉先生是奥瑞律师事务所意大利分所的主管合伙人，意大利博科尼大学兼职教授，亚当斯密协会主席以及24小时太阳报评论员。他在剑桥大学获得法律硕士和博士学位。
Riccardo Gallo(里卡多-卡罗)
 罗马La Sapienza大学产业经济学教授，曾担任意大利产业协会主席。
Sandro Salvati(桑德罗-萨瓦蒂)
曾担任意大利Toro Assicurazioni保险公司首席执行官，Alleanza Assicurazioni公司董事长兼首席执行官，意大利联合银行董事,现任意大利国家保险协会会长。
Carlo Secchi(卡罗-萨基)
曾担任博科尼大学校长，意大利著名经济学家，现任倍耐力公司，意大利水泥集团，Allianz Italia,Mediaset,帕玛拉特公司董事。
Francesco Sisci(法兰西斯科-西斯)
意大利著名中国事务专家，曾在2003-2005年意大利北京文化参赞。在威尼斯大学和伦敦大学获得中文学位，中国社科院首位外国学员。
熊焰
北京产权交易所董事长,书记;清华大学、中央党校、哈尔滨工业大学、中央财经大学兼职教授;北京股权投资基金协会副会长兼秘书长;全国工商联合会并购公会第三任轮值主席;中国产权市场创新联盟常务理事;亚杰商会常务理事;百人会常务理事。